# Lucy Lawless

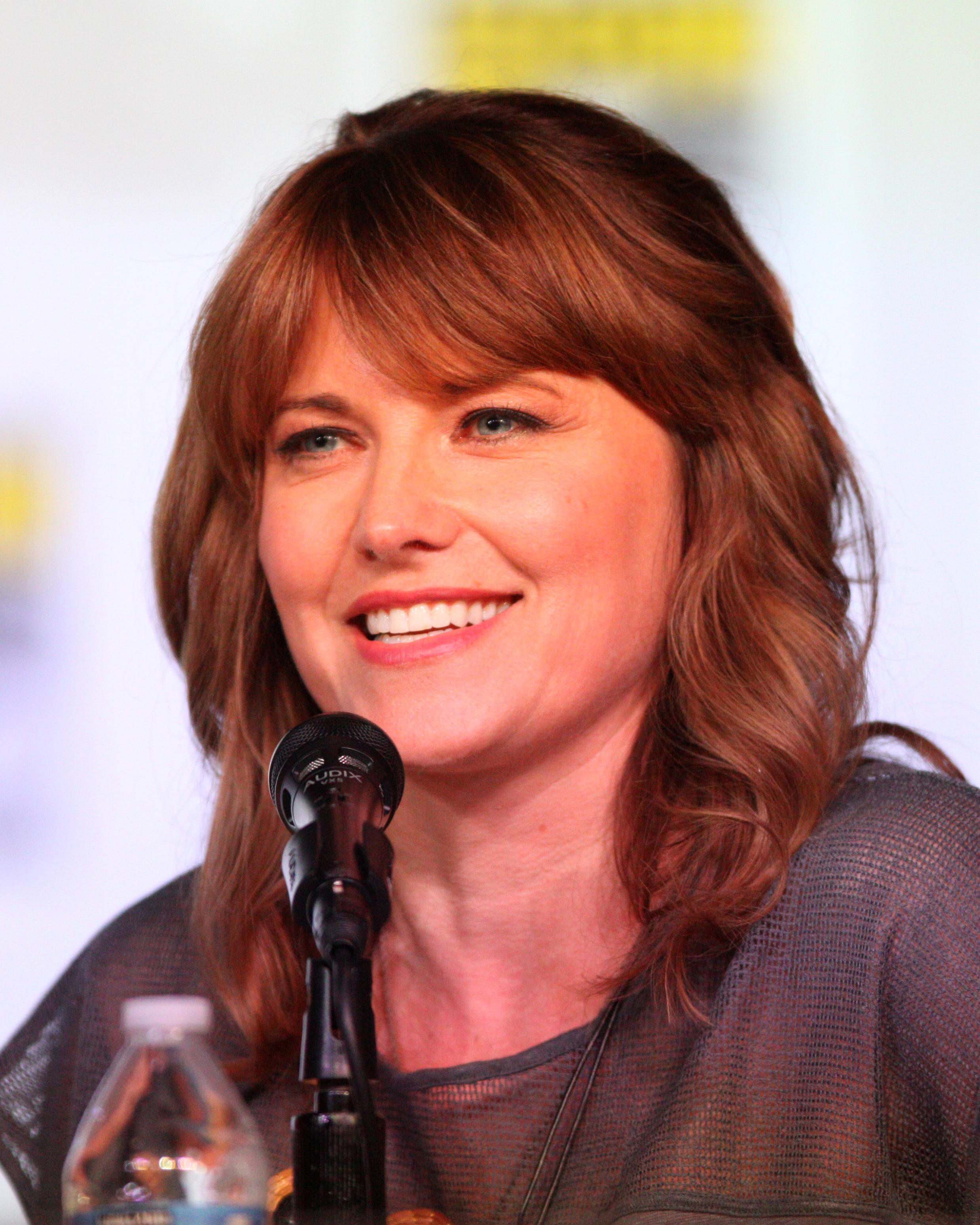
Lawless auf der San Diego Comic-Con 2012

Lucy Lawless, MNZM (* 29. März 1968 in Mount Albert, Auckland als Lucille Frances Ryan) ist eine neuseeländische Schauspielerin, Filmproduzentin und Sängerin.

## Leben
Lucy Lawless wurde als fünftes von sieben Kindern des Ehepaars Frank und Julie Ryan geboren. Erste Erfahrungen mit der Schauspielerei sammelte sie bereits während ihrer Schulzeit und sie entschied sich – nach einem kurzfristigen Versuch, sich zur Opernsängerin ausbilden zu lassen – dann zunächst für ein Sprachenstudium an der University of Auckland. Nach einem Jahr brach sie dieses Studium ab, um mit ihrem späteren Ehemann Garth Lawless Deutschland und die Schweiz zu bereisen. Im Anschluss daran zog es das Paar erst nach Australien, wo Lawless unter anderem in einer Goldmine arbeitete, und anschließend zurück nach Neuseeland.
Als 19-Jährige heiratete sie 1988 Garth Lawless und noch im gleichen Jahr wurden beide Eltern einer Tochter. Diese Ehe wurde 1995 geschieden und am 28. März 1998 heiratete sie den Produzenten der Xena- und Hercules-Serien Robert Gerard Tapert, mit dem sie gemeinsam zwei Söhne hat (* 1999 und * 2002).

## Karriere
Nach Nebenrollen in neuseeländischen Fernsehserien und kleinen Filmen absolvierte Lawless 1991 am William Davis Centre for Actors Study in Vancouver eine Schauspielausbildung. Durch ihre Rolle in Anschlag auf die Rainbow Warrior wurde sie auch außerhalb Neuseelands bekannt.
Für den größten Bekanntheitsschub ihrer bisherigen Karriere sollte anschließend die Rolle der Xena sorgen. Lawless verkörperte diese Figur ab 1995 zunächst in der US-Fernsehserie Hercules. Noch im selben Jahr startete die zunächst als Hercules-Spin-off herausgebrachte Serie Xena – Die Kriegerprinzessin, von der bis 2001 insgesamt 134 Folgen produziert wurden.
Anschließend war Lawless in diversen Gastrollen zu sehen, zum Beispiel in Spider-Man und in einzelnen Folgen der Fernsehserien Akte X – Die unheimlichen Fälle des FBI (2001) und Tarzan (2003). Eine neue Stammrolle erhielt sie ab der zweiten Staffel als Nummer Drei / D’Anna Biers in der Fernsehserie Battlestar Galactica.
Ein Angebot des Regisseurs Peter Jackson für die Rolle der Galadriel in Der Herr der Ringe: Die Gefährten lehnte sie wegen ihrer Schwangerschaft ab, da man sonst die Produktion hätte verschieben müssen.
In den ersten beiden Staffeln der Fernsehserie Spartacus spielte sie wieder eine Hauptrolle, die fiktive Gestalt der „Lucretia“, die Domina der Gladiatorenschule, in der Spartacus zum Gladiator ausgebildet wird.
In Filmen und Serien wird Lawless seit den 1990er Jahren überwiegend von Susanne von Medvey synchronisiert, darunter in Hercules, Xena, Spartacus, Die Simpsons, Bitch Slap, The Code oder Ash vs Evil Dead. In jüngeren Produktionen, darunter in der Serie Salem, übernahm Bettina Weiß die Sprecherrolle.
Der Dokumentarfilm Never Look Away über die Fotojournalistin und Kamerafrau Margaret Moth ist Lawless’ Regiedebüt.

## Filmografie (Auswahl)
- 1989: Funny Business (Fernsehserie)
- 1990: A Bitter Song (Kurzfilm)
- 1990: Shark in the Park (Fernsehserie, Folge 3x07)
- 1990: Within the Law (Kurzfilm)
- 1991: For the Love of Mike (Fernsehserie, Folge 1x06)
- 1991: Das Ende des goldenen Sommers (The End of the Golden Weather)
- 1992: Bradburys Gruselkabinett (The Ray Bradbury Theater, Fernsehserie, Folge 6x13)
- 1993: Black, der schwarze Blitz (The Black Stallion, Fernsehserie, Folge 3x16)
- 1993: Anschlag auf die Rainbow Warrior (The Rainbow Warrior, Fernsehfilm)
- 1993: Typhon’s People (Fernsehfilm)
- 1994: Hercules und das Amazonenheer (Hercules and the Amazon Women, Fernsehfilm)
- 1994–1995: High Tide – Ein cooles Duo (High Tide, Fernsehserie, 2 Folgen)
- 1995–1998: Hercules (Hercules: The Legendary Journeys, Fernsehserie, 8 Folgen)
- 1995–2001: Xena – Die Kriegerprinzessin (Xena: Warrior Princess, Fernsehserie, 134 Folgen)
- 1996: Peach (Kurzfilm)
- 1997: Hercules & Xena: Wizards of the Screen (Kurzfilm)
- 1998: Hercules und Xena – Der Kampf um den Olymp (Hercules and Xena – The Animated Movie: The Battle for Mount Olympus, Stimme)
- 1998: Saturday Night Live (eine Folge)
- 1999: Die Simpsons (Fernsehserie, Folge 11x04, Stimme als sie selbst)
- 2000: Ginger Snaps – Das Biest in Dir (Ginger Snaps)
- 2001: Akte X – Die unheimlichen Fälle des FBI (The X-Files, Fernsehserie, 2 Folgen)
- 2001: Just Shoot Me – Redaktion durchgeknipst (Just Shoot Me, Fernsehserie, Folge 5x14)
- 2002: Spider-Man
- 2002: Xena: Warrior Princess – A Friend in Need (The Director’s Cut)
- 2003: Tarzan (Fernsehserie, 7 Folgen)
- 2004: Eurotrip (EuroTrip)
- 2004: Office Girl (Fernsehserie, Folge 3x04)
- 2005: Two and a Half Men (Fernsehserie, Folge 2x18)
- 2005: Boogeyman – Der schwarze Mann (Boogeyman)
- 2005: Todesschwarm – Heuschrecken greifen an (Locusts, Fernsehfilm)
- 2005: Vampire Bats (Fernsehfilm)
- 2005–2009: Battlestar Galactica (Fernsehserie, 16 Folgen)
- 2006: Veronica Mars (Fernsehserie, Folge 2x11)
- 2006: The Darkroom
- 2007: Burn Notice (Fernsehserie, Folge 1x10)
- 2007: Lass es, Larry! (Curb Your Enthusiasm, Fernsehserie, Folge 6x07)
- 2007: Football Wives (Fernsehfilm)
- 2008: Dragonlance: Dragons of Autumn Twilight (Stimme)
- 2008: Justice League: The New Frontier (Stimme)
- 2008: Bedtime Stories
- 2008: CSI: Miami (Fernsehserie, Folge 7x07)
- 2009: Bitch Slap
- 2009: Flight of the Conchords (Fernsehserie, Folge 2x08)
- 2009: Angel of Death
- 2009: The L Word – Wenn Frauen Frauen lieben (The L Word, Fernsehserie, 2 Folgen)
- 2010: Lez Chat (Kurzfilm)
- 2010–2012: Spartacus (Fernsehserie, 23 Folgen)
- 2011: American Dad (Fernsehserie, Folge 6x11, Stimme)
- 2011: My Superhero Family (No Ordinary Family, Fernsehserie, 4 Folgen)
- 2011: Hunted: The Demon’s Forge (VS)
- 2011: Spartacus: Gods of the Arena (Miniserie, 6 Folgen)
- 2012–2014: Parks and Recreation (Fernsehserie, 9 Folgen)
- 2013: Top of the Lake (Miniserie, Folgen 1x04–1x05)
- 2014: The Code (Miniserie, Folge 1x01–1x06)
- 2014–2015: Marvel’s Agents of S.H.I.E.L.D. (Fernsehserie, 3 Folgen)
- 2015–2018: Ash vs Evil Dead (Fernsehserie, 29 Folgen)
- 2015–2017: Salem (Fernsehserie, 15 Folgen)
- 2016: The Barefoot Bandits (Fernsehserie, Folge 1x06)
- 2017: The Changeover
- 2019–2024: My Life Is Murder (Fernsehserie, 38 Folgen)
- 2019: Mosley (Stimme)
- 2020: Toke (Fernsehfilm)
- 2021: Mr. Corman (Fernsehserie, Folge 1x06)
- 2021: The Spine of Night (Stimme)
- 2022: Minions – Auf der Suche nach dem Mini-Boss (Minions: The Rise of Gru, Stimme)
- 2024: Never Look Away (Dokumentarfilm, Regie)

## Diskographie

### Alben
- 2007: Come To Mama: Lucy Lawless In Concert: The Roxy Theater In Hollywood

### Singles
- 2007: Come 2 Me (feat. RuPaul)

### Gastbeiträge
- 2007: OMC feat. Lucy Lawless: 4 All Of Us

## Sonstiges
Der Zwergplanet 2003 UB313 erhielt von seinem Entdecker Michael E. Brown die Arbeitsbezeichnung Xena nach dem von Lawless verkörperten Charakter. Sein schließlich gültiger Name ist Eris. Dessen Mond erhielt den Namen Dysnomia, der griechischen Göttin der Gesetzlosigkeit (engl. Lawlessness), was laut Brown eine direkte Hommage an Lawless ist.

## Auszeichnungen (Auswahl)
- 1997: People: The 50 Most Beautiful People in the World – Miss New Zealand
- 1997: Saturn Award: Best Genre TV Actress für Xena – Die Kriegerprinzessin (nominiert)
- 2010: Golden Nymph: Outstanding Actress – Drama Series für Spartacus: Blood and Sand (nominiert)
- 2010: Saturn Award: Best Supporting Actress on Television für Spartacus: Blood and Sand
- 2016: Fangoria Chainsaw Awards: Best Supporting Actress on Television für Salem (nominiert)